# Абу Сайд Утман I
Абу Сайд ибн Усман I ибн Ягмурасан (араб. أبو سعيد عثمان بن يغمراسن‎, бербер. Abū Saʿīd ʿUṯmān b. Yaġmurāsin); ? — 1303, Тлемсен) — второй правитель Тлемсена из династии Абдальвадидов (1282—1303).

## Биография
Абу Сайд Усман I стал преемником своего отца Ягмурасана ибн Зайяна (1236—1282) и правителем Тлемсена в 1282 году. За счёт брачных связи с Хафсидами ему удалось установить хорошие отношения с восточными соседями. Это позволило Усману с 1295 года сдерживать регулярные нападения правителей Марокко из династии Маринидов. Борьба с Марокко привела к серьёзному запустению Тлемсена. С 1299 по 1307 годы Мариниды поддерживали частичную осаду Тлемсена, для чего соорудили целый осадный город аль-Мансур, который временами являлся резиденцией марокканского правителя. Несмотря на военное превосходство Маринидов, Абдальвадиды не потеряли власти над населением Западного Алжира.
Усман I не дожил до конца войны. Лишь при его преемнике Абу Зайяне I (1303—1308) Мариниды сняли осаду и возвратились в Марокко из-за разразившегося там династического кризиса (1307).